# サルビア・アズレア
サルビア・アズレア(学名:Salvia azurea, 英名:Blue sage)は、シソ科アキギリ属の宿根多年生植物。アメリカ南東部原産で、夏から秋にかけて淡青色(空色)の花を咲かせる。
耐寒性、耐暑性ともに強い。草丈は1.5m以上に達する。
なお、学名のazurea は空色を意味する。